# 苻安
苻安（?—?），是十六国前秦大臣，略阳临渭（今甘肃秦安东南）氐人。是苻洪之弟，苻健叔父。
东晋永和六年（350年），苻洪被麻秋毒杀。苻洪的儿子苻健继承父亲统兵，免去了大都督、大将军、三秦王的称号，改称晋朝的官爵。派叔父苻安去东晋朝廷报丧，请求朝廷的旨意。352年，苻健建立前秦後封苻安为武都王。苻安从东晋返回时，被姚襄俘虏，被任命为洛州刺史。前秦皇始四年（354年）十二月，苻安逃回到了前秦长安，苻健任命他为大司马、骠骑大将军、并州刺史，镇守蒲阪。皇始五年（355年）六月十二日，苻健任命大司马、武都王苻安为都督中外诸军事。苻健死后，儿子苻生继承为皇帝，征召大司马武都王苻安兼太尉。寿光二年（356年），董荣与强国向苻生进言，天谴严重，应该以贵臣去应谴。苻生说：“贵臣只有大司马和司空。”董荣说：“大司马苻安是至亲（苻生的叔祖），不能杀。”于是就杀了司空王堕。苻安其子苻鉴。